# FTAM
FTAM (File Transfer Access and Management) — это стандарт ISO 8571, протокол прикладного уровня OSI для передачи, доступа и управления файлами (FTAM) — услуги по передаче файлов. В дополнение к классической передаче файлов, для которой FTAM обеспечивает многочисленные опции, FTAM также предоставляет средства доступа к распределённым файлам таким же образом, как это делает NetWare компании Novell, Inc. или Network File System (NFS) компании Sun Microsystems, Inc.
FTAM попытался объединить собой в один протокол два других — протокол передачи файлов, привычный для Интернета FTP, а также удалённый доступ к открытым файлам, привычный для NFS. RFC 1415 предоставляет спецификацию шлюза FTP-FTAM.
FTAM не получил широкого распространения в Интернете и были попытки распространить в Интернете протокол передачи файлов, в качестве моделей основанный на SMB, NFS и Andrew File System.